# Khon Kaen
Khon Kaen (en tailandés: ขอนแก่น) es la capital de la provincia del mismo nombre. Es la mayor ciudad del nordeste de Tailandia, región también conocida como Isan y es una de las mayores ciudades de Tailandia.
La ciudad en si tiene una población de 140.000 personas (datos de 2006). La ciudad es llamada la capital de Isan y tiene un importante centro de comercio de seda. 
Las coordenadas son 16°26′N 102°50′E / 16.433, 102.833.
En esta ciudad están localizadas las Universidades Rajamangala y Khon Kaen. También posee un aeropuerto.
- Datos: Q876526
- Multimedia: Khon Kaen / Q876526